# ツナマヨネーズ
ツナマヨネーズとは、ツナ缶のツナ（マグロ、もしくはカツオの油漬け）とマヨネーズを和えた料理。略称のツナマヨが用いられるのが一般的である。
日本国内ではサンドイッチ・調理パン・惣菜パン・おにぎり・寿司などの具材として広く用いられる。
また、ポテトチップスなどスナック菓子製品のフレーバーとしても商品化されている。
イタリア料理では「トンナート・ソース」としてツナ、アンチョビ、マヨネーズなどをフードプロセッサーで撹拌したソースが定番ソースとして利用されており、仔牛肉と合わせたヴィテッロ・トンナートが有名。

## 製品
おにぎり
- ツナマヨネーズ・ツナマヨ - 日本の大手コンビニエンスストアのおにぎり売り上げランキング（2022年1月）では、セブン-イレブン、ファミリーマート、ローソンのいずれでも、ツナマヨネーズが1位であり、この傾向は近年において続いている。ツナマヨネーズのおにぎりは、1983年にセブン-イレブンが発売した「シーチキンマヨネーズ」が日本で最初となっている。当時セブン-イレブンと取引のあった具材メーカーの担当者の息子がご飯にツナとマヨネーズをかけていたのがヒントとなった。その後「ツナマヨ」の名称が定着してコンビニおにぎりの定番品となり、各社とも売り上げ1位が定位置となった。「シーチキン・マヨネーズ」を名乗っている商品は、はごろもフーズのツナ、シーチキンを使用している。
- 和風ツナマヨ - おにぎりのご飯に醤油などで和風の味を効かせたもの。

パン
- ちくわパン - 北海道札幌市発祥のパン。ロールパンに竹輪の穴にツナマヨを充填させたものを挟み、焼き上げたパン。
- ツナマヨパン - コッペパン・ロールパン・スライスした食パンの上に載せ焼き上げたもの
- サンドイッチ - アメリカでもツナサンドイッチとして一般的である。ロールパン・スライスした食パンに挟んだもの

寿司
- 「サラダ巻き」としてキュウリ・レタス・エビ・カニカマなどと一緒に巻いたり、軍艦巻にする。回転寿司店などで提供される安価なもの。

スナック菓子
- ポテトチップス
- じゃがりこ（カルビー）

その他
- ピザ・パスタソース
- サラダの具材
- 蒲鉾